# Lucelle
Lucelle é uma comuna francesa na região administrativa de Grande Leste, no departamento Alto Reno. Estende-se por uma área de 10,14 km². Em 2010 a comuna tinha 34 habitantes (densidade: 3,4 hab./km²).